# 9 Air
A 9 Air é uma empresa aérea com sede em Guangzhou, na China, foi fundada em 2015 como uma empresa aérea de baixo custo sendo uma subsidiária da Juneyao Airlines.

## Frota

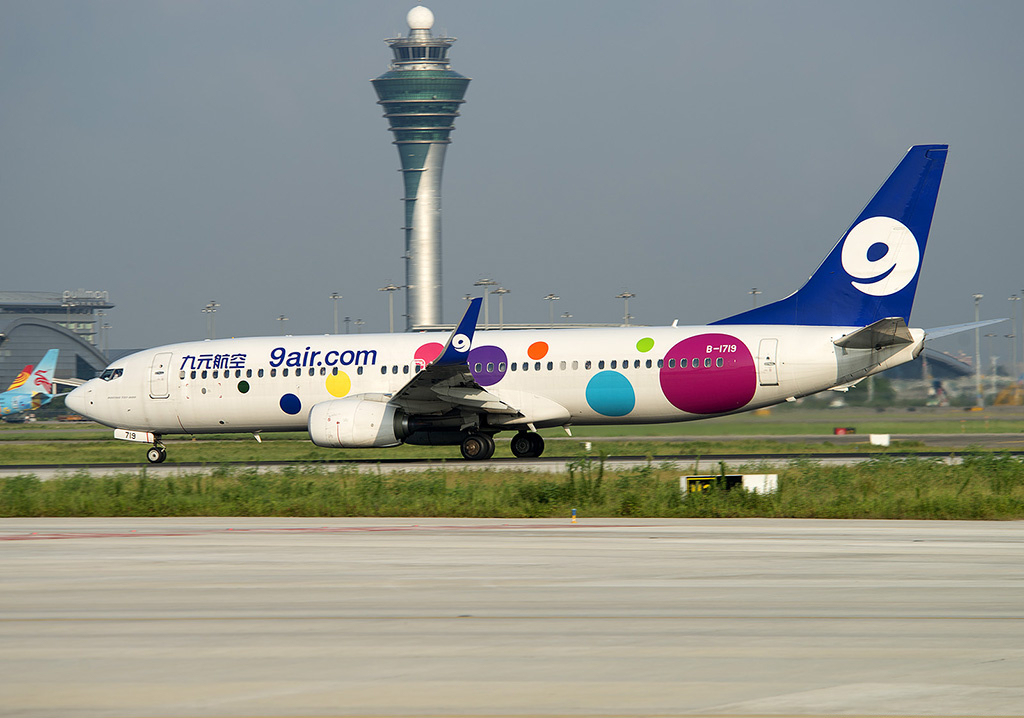
Boeing 737-800 da 9 Air.

Em novembro de 2018:
- Boeing 737-800: 17
- Boeing 737 MAX 8: 1